# Ca l'Anton Pruneda
Ca l'Anton Pruneda és una obra de Regencós (Baix Empordà) inclosa a l'Inventari del Patrimoni Arquitectònic de Catalunya.
Edifici situat al centre del poble de Regencós, en un dels carrers que envolten la seva església. Es de dues plantes, planta baixa i primer pis. Està cobert amb una teulada a dues aigües, amb les vessants cap a la façana principal i posterior. Està orientada cap al sud. Constructivament parlant, l'estructura portant està construïda amb pedra i morter de calç, i la teulada amb teula àrab. A la façana hi ha ajuntat un rellotge de sol.

## Història
A l'arc de la porta d'accés figura del data del 1832.